# Леоне, Альфредо
Альфредо Леоне, также известный как Альфред Леоне — итальянский кинопродюсер.
Его имя связано с фильмами второй части кинематографической карьеры режиссёра Марио Бава.

## Биография
Родился 30 ноября 1926 года в Бруклине.
Продюсировал фильмы Антонио Маргерити (Возмездие) и Массимо Далламано (Венера в мехах). С 1971 года сотрудничал с Марио Бавой.  Разлад в их профессиональных отношениях случился после съёмок  «Лизы и дьявола» (1973). Без ведома режиссёра Леоне перемонтировал фильм на свой лад и доснял ряд сцен. В 1975 году версия Альфредо Леоне под названием «Дом дьявола» вышла в прокат и предсказуемо там провалилась. Бава отказался ставить своё имя в титрах и с Леоне больше не работал.
После нескольких карьерных провалов в кино, Леоне состредоточился на телесериале «7 золотых городов» (1979), после чего отошёл от дел кинопроизводства.
В  2007 году он выиграл суд по делу о правах на два фильма Бавы - «Чёрное воскресенье» (Маска дьявола, 1960) и «Операция Страх» (1966).